# 진제초등학교
진제초등학교는 대한민국 광주광역시 남구에 있는 초등학교다.

## 학교 연혁
- 2009. 03. 01 진제초등학교 18학급 개교(완성학급 24학급)
- 2009. 03. 01 초대 김성하 교장 부임
- 2009. 05. 06 개교기념일
- 2010. 02. 10 제1회 졸업생 배출(총 104명)
- 2010. 03. 01 24학급 편성(6학급 증설)
- 2010. 03. 01 광주시교육청 지정 정보통신윤리교육 연구학교 지정
- 2011. 02. 19 제2회 졸업생 배출(총 245명)
- 2011. 03. 01 23학급 편성
- 2011. 10. 19 광주시교육청 지정 정보통신윤리교육 연구학교 보고회
- 2012. 02. 14 제3회 졸업생 129명(누계 374명)
- 2012. 03. 01 25학급 편성
- 2013. 02. 15 제4회 졸업생 136명(누계 510명)
- 2014. 02. 18 제5회 졸업식 140명(누계 650명)
- 2014. 03. 01 24학급 편성
- 2014. 03. 01 제2대 정영숙 교장 부임
- 2015. 02. 13 제6회 졸업생 129명(누계 779명)
- 2015. 03. 01 27학급 편성
- 2015. 03. 01 빛고을혁신학교 지정운영(4년)